# Ruta Provincial 3 (Formosa)

La Ruta Provincial 3 es una importante carretera de la Provincia de Formosa, Argentina. Pertenece a la red vial primaria de la provincia y en sus 200 km de extensión totalmente pavimentados une las localidades de El Colorado, Pirané y El Espinillo. 
Hacia el sur termina en el Puente Libertad que une a Formosa con la Provincia del Chaco.

## Localidades que atraviesa
- El Colorado
- Villa Dos Trece
- Pirané
- Corralito
- Loma Monte Lindo
- Laguna Gallo
- El Espinillo

## Intersecciones y puentes
|  | WASSERq | WBRÜCKE1 | WASSERq |

|  | STRq | KRZ | STRq |

|  | STRq | KRZ | STRq |

|  | STRq | KRZ | STRq |

|  | STRq | KRZ | STRq |

|  | exSTRq | MWNODE | exSTRq |

|  | STRq | KRZ | STRq |

|  | STRq | KRZ | STRq |

|  | STRq | KRZ | STRq |

|  | STRq | KRZ | STRq |

|  | exSTRq | MWNODE | exSTRq |